# Spialia rosae
Spialia rosae (Hernández-Roldán, Dapporto, Dincă, Vicente & Vila, 2016) è un lepidottero appartenente alla famiglia Hesperiidae, endemico della Spagna.